# Милан Кулић
Милан Кулић (Јошаница код Фоче, ФНРЈ, 6. јул 1962) српски је универзитетски професор и доктор биолошких наука. Садашњи је ректор Универзитета у Источном Сарајеву. Бивши је декан Медицинског факултета у Фочи.

## Биографија
Милан Кулић је рођен 6. јула 1962. године у Јошаници код Фоче, ФНРЈ. У родном граду је завршио основну и средњу медицинску школу. Основне студије је завршио на Природно-математичком факултету Универзитета у Сарајеву, на одсјеку биологије (1989). Постдипломске студије завршио је на Факултету ветеринарске медицине Универзитета у Београду (1999), а докторску дисертацију је одбранио на Природно-математичком факултету Универзитета у Бањој Луци (2006).
Радио је као асистент на предмету Биологија са хуманом генетиком (1997—1999), као виши асистент (1999—2006), а затим као доцент на предмету Хумана генетика (2006—2011). На Медицинском факултету у Фочи је 2011. изабран за ванредног професора на предмету Хумана генетика, а у звање редовног професора 2017. године. За декана Медицинског факултета у Фочи биран је у два мандата (2012—2019). За ректора Универзитета у Источном Сарајеву изабран је 2019.